# 张禾瑞
张禾瑞（1911年—1995年），男，浙江海宁人，中国数学家、数学教育家，曾任北京师范大学数学系系主任、教授，中国数学会理事。